# Gaius Cassius Longinus (Konsul 171 v. Chr.)
Gaius Cassius Longinus entstammte dem römischen plebejischen Geschlecht der Cassier und war 171 v. Chr. Konsul sowie 154 v. Chr. Zensor.

## Leben
Gaius Cassius Longinus, dessen Vater und Großvater das gleiche Pränomen führten, ist der erste bekannte Träger des Cognomens Longinus. Er war auch der wichtigste Vertreter seines Geschlechts im 2. Jahrhundert v. Chr.
Erstmals wird Cassius Longinus 178 v. Chr. erwähnt, als er als Militärtribun fungierte. 174 v. Chr. hatte er das Amt eines praetor urbanus inne und im folgenden Jahr 173 v. Chr. jenes eines Decemvir für Ackerverteilungen in Ligurien.
Zum Konsulat rückte Cassius Longinus 171 v. Chr. auf und erhielt einen ebenfalls plebejischen Amtsgenossen, Publius Licinius Crassus, obwohl es bereits im Vorjahr, und zwar erstmals in der römischen Geschichte, ein rein plebejisches Kollegium von Konsuln gegeben hatte. Cassius Longinus bemühte sich vergeblich, den Oberbefehl im Krieg gegen den makedonischen König Perseus zu erhalten. Diese Aufgabe fiel vielmehr seinem Mitkonsul zu, während er selbst zu seiner Enttäuschung Italien als Amtsbereich erhielt. Er sammelte seine Truppen in Aquileia und machte sich von dort aus eigenmächtig auf den Weg, um über Illyrien auf den makedonischen Kriegsschauplatz zu gelangen, musste aber auf Befehl des Senats wieder nach Italien umkehren.
Während Cassius Longinus sich auf dem Marsch nach Makedonien in den von ihm durchzogenen Gebieten friedlich verhalten hatte, verwüstete er diese Regionen auf dem Rückweg brandschatzend und plündernd. Deshalb führten Gesandte der betroffenen Stämme der Karner, Istrier und Iapyden sowie eine vom Bruder des ersten namentlich bekannten Herrschers von Noricum, Cincibilus, angeführte Delegation im folgenden Jahr 170 v. Chr. Klage vor dem Senat. Damals diente Cassius Longinus als Militärtribun des Konsuls Aulus Hostilius Mancinus in Makedonien, und so drückte der Senat zwar gegenüber den Gesandten sein Missfallen an der Vorgangsweise des früheren Konsuls aus, meinte aber zugleich, dass ein Mann konsularischen Rangs, der im Dienst des Staats abwesend war, nicht ungehört verurteilt werden könne. Wenn er aus Makedonien zurückgekehrt sei, könnten sie ihre Beschwerden gegen ihn erneut vorbringen. Zumindest ließen die Senatoren den fremden Gesandten Geschenke überreichen und Kommissare in die geschädigten Gebiete reisen. Seine Tätigkeit in Makedonien versah Cassius Longinus bis 168 v. Chr.; danach wurde er nicht mehr belangt.
Das letzte bezeugte Amt des Cassius Longinus ist die Zensur, die er 154 v. Chr. gemeinsam mit Marcus Valerius Messalla bekleidete. Die Zensoren planten die Errichtung eines Theaters aus Stein; gegen dieses Bauvorhaben legte aber der zweimalige Konsul Publius Cornelius Scipio Nasica Corculum als verderblich für die Sitten Einspruch ein. Scipio Nasica erreichte denn auch, dass das bereits begonnene Theater kraft eines Senatsbeschlusses wieder niedergerissen wurde. Ob der hier behandelte Cassius oder ein anderer Vertreter seiner gens den älteren Cato anklagte, ist ungewiss.